# Nobuhiro Kawasato
Nobuhiro Kawasato (川里 信弘, Kawasato Nobuhiro) é um astrônomo japonês, descobridor de asteroides. O asteroide 4910 Kawasato foi nomeado em sua homenagem.